# Glendale (Oregon)
Glendale è una città degli Stati Uniti d'America situata nell'Oregon, nella Contea di Douglas.